# Arnold Sauwen
Arnold (Hubert) Sauwen (Stokkem, 22 maart 1857 – Brasschaat, 11 mei 1938) was een Belgisch dichter die vaak gerekend wordt tot de Tachtigers.

## Biografie
Arnold Sauwen werd op 22 maart 1857 te Stokkem geboren als zoon van Leonard Sauwen en Maria Kempeneers. In 1876 behaalde hij het diploma van onderwijzer aan de Normaalschool te Lier. Hij fungeerde achtereenvolgens als onderwijzer te Esschene, Rekem en Antwerpen. In de Scheldestad zou zijn dichterlijk talent zich ten volle kunnen ontplooien, onder meer door zijn vriendschap met Victor Alexis de la Montagne, medestichter van het tijdschrift Van Nu en Straks.

## Oeuvre
Voor zijn impressionistische gedichten vond de Belgisch-Limburgse dichter Arnold Sauwen veel inspiratie in de natuur van zijn geboortestreek het Maasland. Wegens zijn beschouwende, gevoelsmatige poëzie wordt hij vaak tot de Tachtigers gerekend.

## Varia
In zijn geboorteplaats Stokkem wordt de herinnering aan deze Maaslandse dichter levendig gehouden door de Kunstkring Arnold Sauwen.